# Friedhof Mittenwald

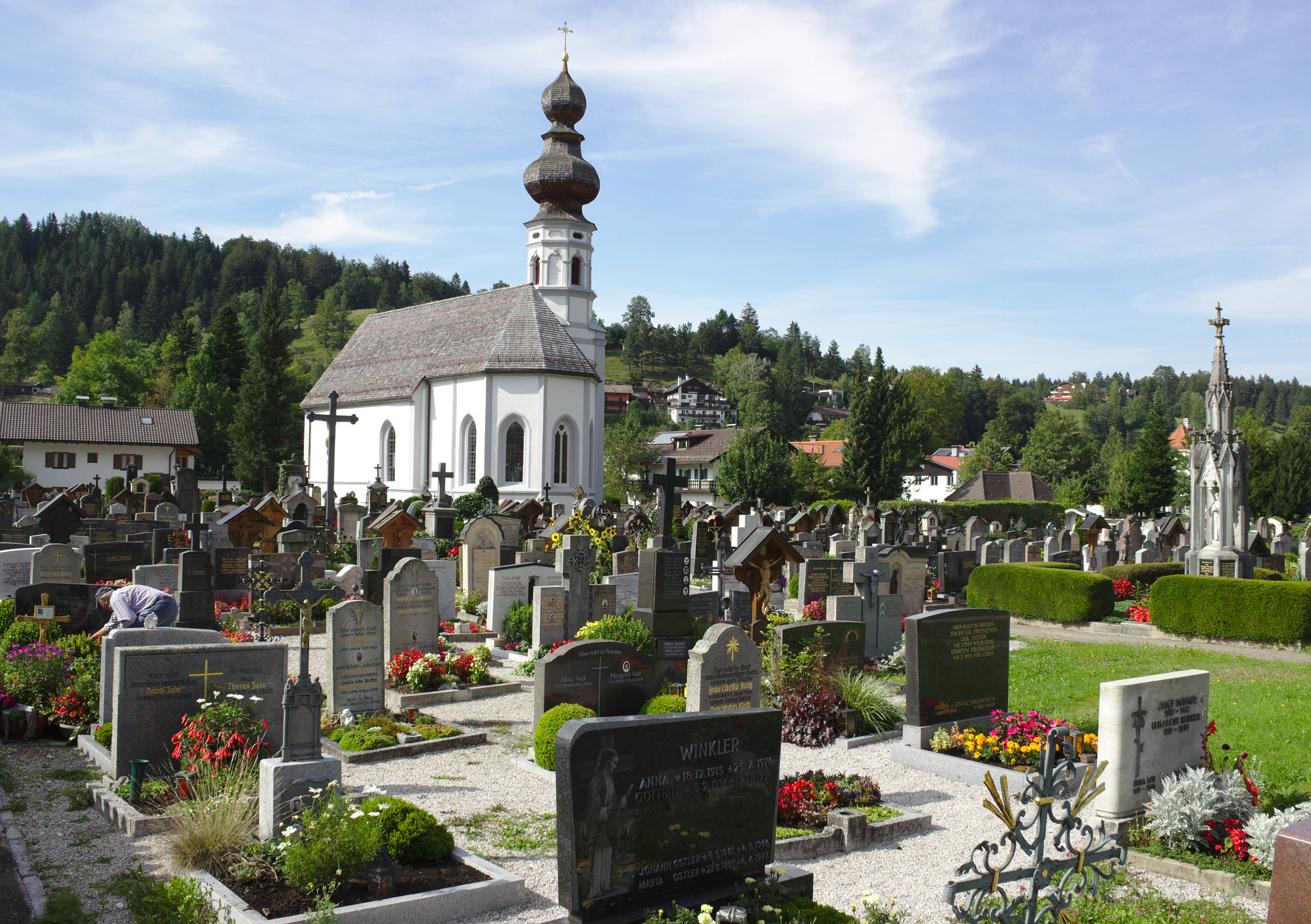
Friedhof Mittenwald mit St. Nikolaus

Der Friedhof Mittenwald liegt in der oberbayerischen Marktgemeinde Mittenwald im Werdenfelser Land und wurde ab 1836 um die ehemalige Flößerkirche St. Nikolaus angelegt. Er befindet sich am nordöstlichen Rand des Mittenwalder Ortszentrums.

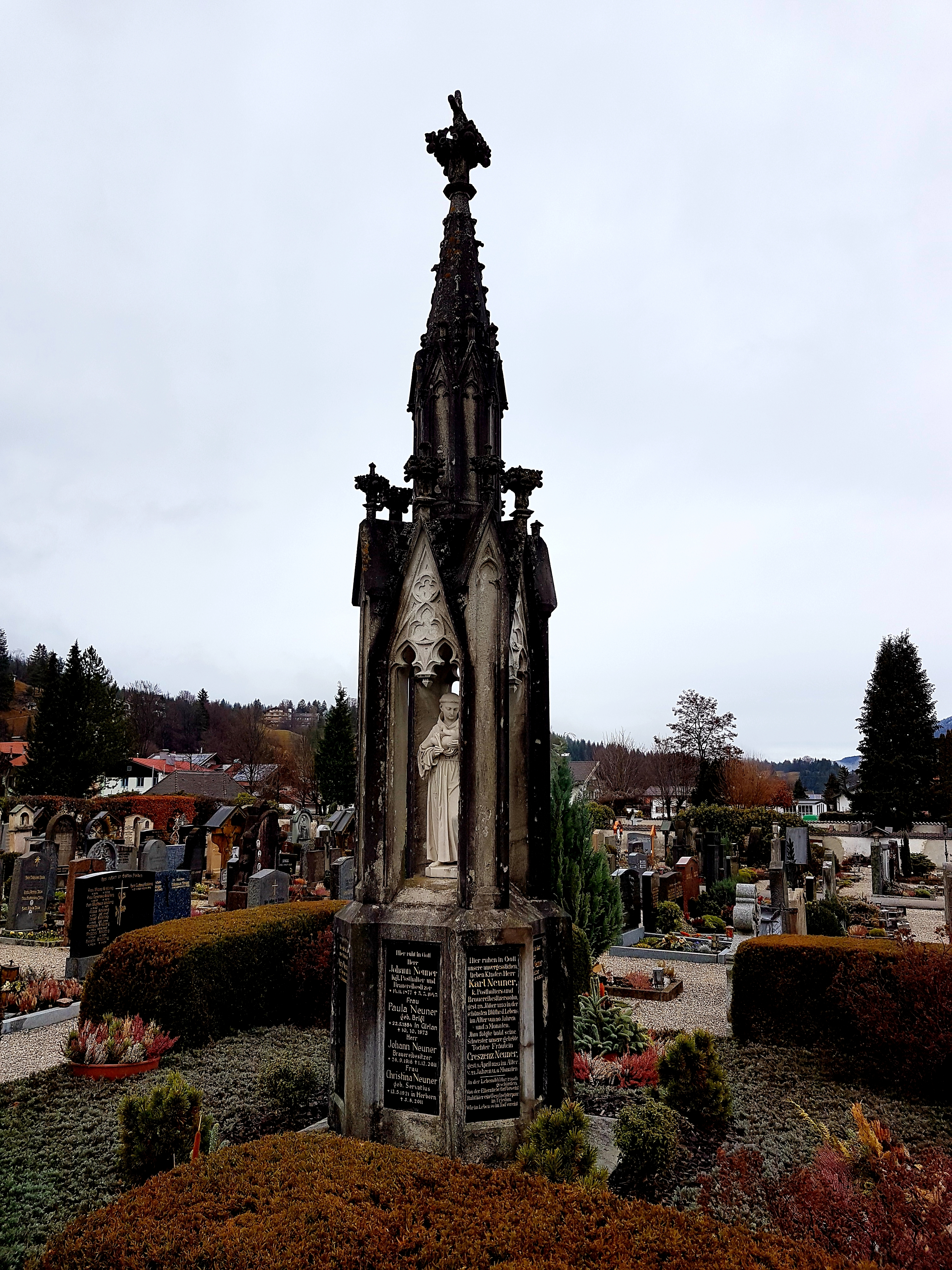
Grab der Familie Neuner

Die ersten Toten wurden bereits in den Jahren von 1738 bis 1748 an der Nikolauskirche beigesetzt, als der Pfarrkirchen-Neubau Beisetzungen dort nicht möglich machte. 1836 wurde der alte Pfarrfriedhof um St. Peter und Paul aufgelassen und zur Flößerkirche verlegt. Erweiterungen des Friedhofs fanden in den 1950er Jahren und Mitte der 1980er Jahre statt.

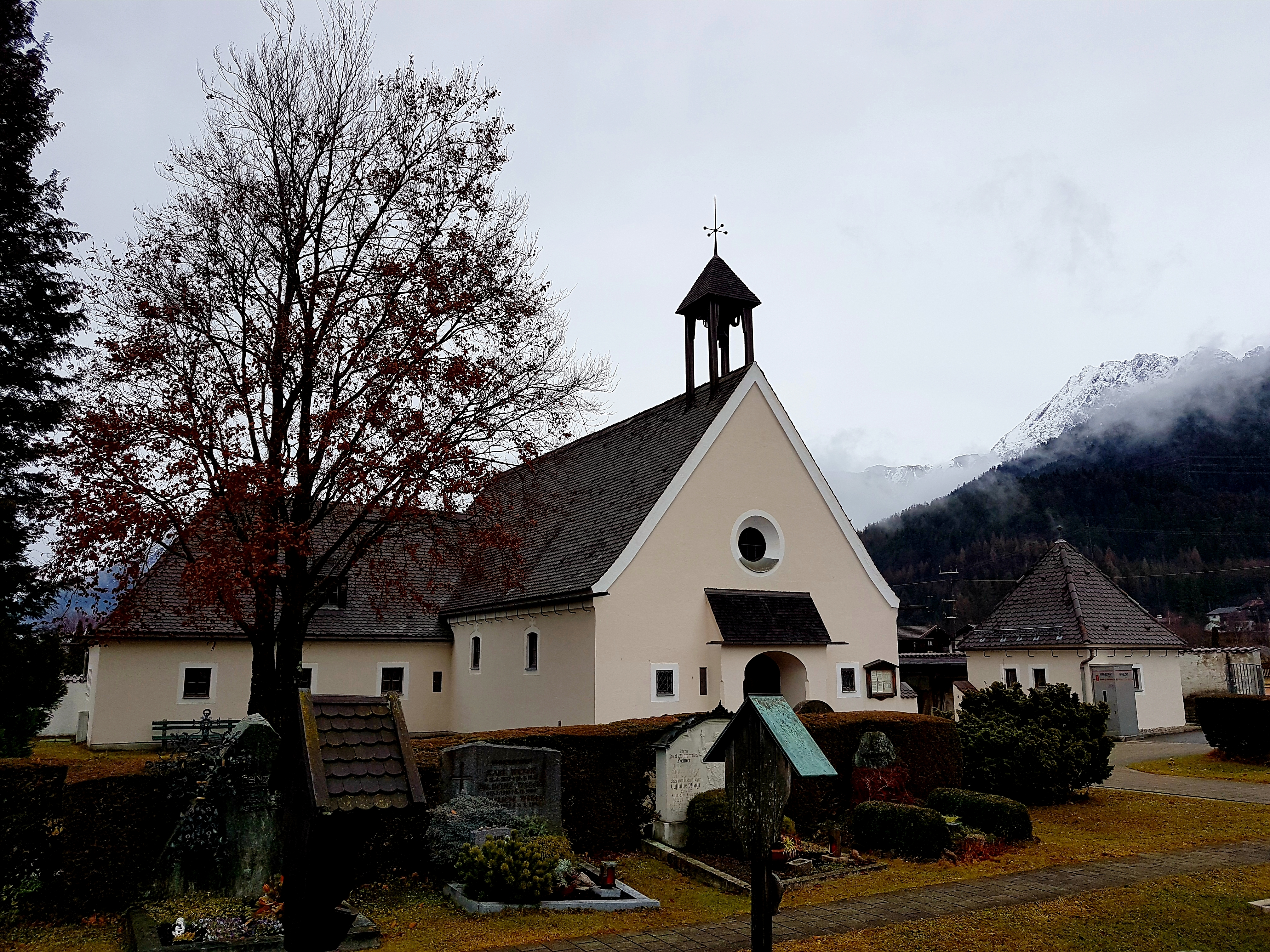
Leichenhaus mit Nebengebäude

Auf dem Friedhof befinden sich einige Gräber prominenter Bürger, so beispielsweise Matthias Klotz (1653–1743, Begründer des Mittenwalder Geigenbaus) und Franz Karner (1738–1817, Lüftlmaler). Zu den kunstvoll-sehenswerten Gräbern gehört in der Friedhofsmitte das Gemeinschaftsgrab der Kgl. Posthalter- und Brauereibesitzerfamilie Neuner im Stile einer neugotischen Fiale mit einer Antoniusfigur.
Im nordöstlichen Eck des Friedhofs befindet sich das Leichenhaus mit angebauten und daneben liegenden Nebengebäuden, die dem Stil nach aus der Zeit zwischen dem 1. und 2. Weltkrieg stammen. Nach einem Gemeinderatsbeschluss vom Oktober 2015, den der Bürgermeister am 14. Juni 2016 leicht korrigiert hat, dürfen nur noch außerhalb des historischen Kerns Komplettgrababdeckungen mit Steinplatten durchgeführt werden.
Auf dem Friedhof befand sich das Grab des evangelisch-lutherischen Stadtsuperintendenten von Osnabrück, Bernhard Spiegel, gestorben im Mittenwald am 17. Juli 1895. Wegen seiner liberalen Ausrichtung wurde er seitens der hannoverschen Landeskirche nie in seiner Funktion als Superintendent bestätigt.